# Celaetycheus modestus
Celaetycheus modestus là một loài nhện trong họ Ctenidae.
Loài này thuộc chi Celaetycheus. Celaetycheus modestus được Elizabeth Bangs Bryant miêu tả năm 1942.